# جاكي بوتير
جاكي بوتير (9 أبريل 1948 - ) (بالإنجليزية: Jackie Potter)‏ هي لاعبة كريكت أسترالية. شاركت مع منتخب أستراليا الوطني للكريكت.

## وصلات خارجية
- جاكي بوتير على موقع إي آس بي آن كريك إنفو (الإنجليزية)